# Les Pitous (série télévisée d'animation)
Pour les articles homonymes, voir Pitou.
Les Pitous (Pound Puppies) est une série télévisée d'animation américaine en vingt-six épisodes de 22 minutes, créée d'après la ligne de jouets éponyme et diffusée entre le 13 septembre 1986 et le 19 décembre 1987 sur ABC.

## Synopsis
Cette série, destinée à un jeune public, met en scène les aventures du chien Milor et de ses quatre amis : Snif-Marie, Pitounet, Pitou-Belle et Nono. Lorsqu'ils ne sont pas occupés à trouver un foyer aux chiens abandonnés, ils affrontent leurs ennemis et voisins : Katrina, sa fille Moustica et leur chat.

## Fiche technique
Sauf indication contraire, les informations mentionnées dans cette section peuvent être confirmées par la base de données cinématographiques IMDb,  présente dans la section « Liens externes ».
- Titre original : Pound Puppies
- Réalisation : Don Lusk, Ray Patterson, Arthur Davis, Carl Urbano, Rudy Zamora, Bob Goe, John Kimball, Jay Sarbry et Paul Sommer
- Scénario : George Atkins, Haskell Barkin, John Bradford, Gordon Bressack, Paul Dini, Mark Edward Edens, Denis Higgins, Charles M. Howell IV, Wayne Kaatz, Earl Kress, John Ludin, Tom Ruegger et Jim Ryan
- Photographie :
- Musique : Hoyt S. Curtin
- Casting : Andrea Romano
- Montage : Gil Iverson et Robert Ciaglia
- Décors :
- Production : Kay Wright
  - Producteur délégué : Joseph Barbera et William Hanna
  - Producteur associé : Lynn Hoag et Bernard Wolf
- Sociétés de production : Hanna-Barbera Productions et Tonka Corporation
- Société de distribution : Worldvision Enterprises
- Chaîne d'origine : ABC
- Pays d'origine :  États-Unis
- Langue originale : anglais
- Genre : Animation
- Durée : 22 minutes

## Distribution

### Acteurs principaux
- Adrienne Alexander : Bright Eyes et Brattina
- Ruth Buzzi : Nose Marie
- Pat Carroll : Katrina Stoneheart
- Nancy Cartwright : Bright Eyes
- Peter Cullen : Capitaine Slaughter
- Ami Foster : Holly
- Dan Gilvezan : Cooler
- Robert Morse : Howler et Barkerville
- B. J. Ward : Whopper
- Frank Welker : Howler et Scrounger

### Acteurs secondaires et invités
- Chad Allen
- René Auberjonois
- Allyce Beasley
- Gregg Berger : Scrounger
- Steve Bulen
- Danny Cooksey
- Jim Cummings
- Gabriel Damon
- Barry Dennen
- Linda Gary
- Phillip Glasser
- Benji Gregory
- Dana Hill
- Ernie Hudson
- Katie Leigh
- Michael Lembeck
- Marilyn Lightstone
- June Lockhart : Millicent Trublood
- Chuck McCann
- David Mendenhall
- Don Messick : Louie et Scooby-Doo
- Brian Stokes Mitchell
- Philip Proctor
- Clive Revill
- Kath Soucie
- John Stephenson
- Lauren Taylor
- Russi Taylor
- Marcelo Tubert
- Patric Zimmerman

## Épisodes

### Saison 1
1. Bright Eyes Come Home
2. How to Found a Pound
3. From Wags to Riches
4. Snowbound Pound
5. The Fairy Dogmother
6. Whopper Cries Uncle
7. In Pups We Trust
8. The Captain and the Cats
9. Secret Agent Pup
10. Wagga-Wagga
11. The Star Pup
12. Happy Howlidays
13. Ghost Hounders

### Saison 2
1. Whopper Gets the Point / The Bird Dog
2. Tail of the Pup / King Whopper
3. Truffy Gets Fluffy / Casey, Come Home
4. The Invisible Friend / Kid in the Doghouse
5. Little Big Dog / The Bright Eyes Mob
6. Good Night Sweet Pups / The Rescue Pups
7. Nose Marie Day / Snow Puppies
8. Where's the Fire? / The Wonderful World of Whopper
9. Bright Lights, Bright Eyes / Dog and Caterpillar
10. Garbage Night: The Musical
11. Peter Pup
12. Cooler, Come Back